# BC 007
BC 007 ist ein Wirkstoff und experimenteller Arzneistoff aus der Gruppe der Einzelstrang-DNA-Aptamere mit der Fähigkeit zur Neutralisierung bestimmter pathogener Autoantikörper. In den 1990er wurde es unter den damaligen Bezeichnungen GS522 und ARC183 als Thrombin-Inhibitor zur Antikoagulation entwickelt. Aktuelle Forschung widmet sich der Anwendung von BC 007 zur Behandlung von Herzerkrankungen sowie zur Bekämpfung der Coronavirus-Krankheit-2019 (COVID-19) und ihren Folgeerscheinungen. Der internationale Freiname ist Rovunaptabin und der Unique Ingredient Identifier (UNII) lautet W2M77IR3S2.

## Pharmakologische Eigenschaften

Links: Sekundärstruktur von BC-007 in Lösung mit zwei G-Quadruplex-Anordnungen (blau gestrichelt), nach Macaya et al. Rechts: Ausschnitt aus dem Oligonukleotid

BC 007 ist ein 15 Nukleotide umfassendes Einzelstrang-DNA-Molekül (englisch single-stranded DNA (ssDNA)), bestehend aus neun nicht-modifizierten Desoxygunaosinen und sechs entsprechenden Desoxythymidinen (5'-GGT TGG TGT GGT TGG-3'). Seine dreidimensionale Struktur ermöglicht es, sich um die Zielstruktur der funktionell aktiven GPCR-AAbs zu legen und so deren Aktivität zu neutralisieren.
BC 007 ist eine rein synthetische Substanz und kann schnell in großen Mengen produziert werden. Der Arzneistoff ist wasserlöslich und weist eine hohe Stabilität auf, ist temperaturbeständig sowie unkompliziert zu transportieren und gut für die Langzeitlagerung geeignet. Die gute Wasserlöslichkeit des Aptamers ist Grund dafür, dass es inhalativ und als Nasenspray angewendet werden kann. BC 007 hat eine kurze Plasmahalbwertszeit in vivo, eine geringe Toxizität und löst keine immunologischen Abwehrreaktionen im menschlichen Körper aus, weshalb es als sicher und nicht immunogen gilt.

### Wirkungsmechanismus
Funktionell aktive Autoantikörper der Immunabwehr, die G-Protein-gekoppelte Rezeptoren (englisch autoantibodies directed against G-protein-coupled receptors (GPCR-AAbs)) zum Ziel haben und diese in einen aktivierten Dauerzustand versetzen, können zu einer fehlgeleiteten Immunabwehr des Körpers führen. Es wird davon ausgegangen, dass dieser vom Körper nicht regulierbare Aktivierungszustand der Rezeptoren, zur Entwicklung verschiedenster Erkrankungen, zum Beispiel des Herz-Kreislauf-Systems, beiträgt. So können sich im Rahmen der dilatativen Kardiomyopathie Autoantikörper gegen den beta-1-Adrenozeptor (β1-AAB) richten.
Bei BC 007 handelt es sich um ein synthetisches Oligonukleotid aus nicht-modifizierten Nukleotiden, das diese Autoantikörper bindet und deren krankmachende Aktivierung der Rezeptoren verhindert. Der Arzneistoff ist daher für die kausale Ursachenbekämpfung von Herzerkrankungen vorgesehen, insbesondere bei Herzinsuffizienzarten, bei denen diese GPCR-AAbs diagnostiziert werden.

### Klinische Forschung
In der Vergangenheit wurde BC 007 unter der damaligen Bezeichnung ARC183 zur Prävention von Thrombosen untersucht. ARC183 war dabei das erste Thrombin-inhibitorische Aptamer, das eine klinische Phase-I-Studie durchlief.
Die Entfernung dieser pathogenen funktionellen Autoantikörper durch ein medizinisches Blutwäscheverfahren, der Immunadsorption, kann bei Patienten mit der Notwendigkeit zur Herztransplantation bei Dilatativer Kardiomyopathie die Herzfunktion stabilisieren.
In klinischen Studien der Phase I und der Phase IIa konnte BC 007 die Aktivität der funktionellen Autoantikörper bei der Mehrzahl der Behandelten neutralisieren. Nach der Verabreichung als Infusion war das Blut frei von β1- oder anderen GPCR-AAb-Aktivitäten. Gleichzeitig konnte bei einem Teil der behandelten Herzinsuffizienz-Patienten eine Verbesserung der linksventrikulären Auswurffraktion festgestellt werden. Bei Patienten, bei denen die funktionellen Autoantikörper erneut auftraten, zeigte eine wiederholte Gabe von BC 007 in den meisten Fällen eine erneute Wirksamkeit.
Ab 2022 wurde die Wirksamkeit von BC 007 zur Behandlung von Patienten mit Long-COVID, also langanhaltenden Symptomen nach einer COVID-19-Infektion, getestet. Dies beruhte auf der Beobachtung, dass COVID-19 zur Bildung von funktionellen GPCR-AAb beiträgt. Eine Phase-II-Studie des Biotechnologieunternehmens Berlin Cures GmbH zeigte, dass es keine Hinweise auf eine überlegene Wirksamkeit von BC 007 gegenüber einem Placebo gibt, wobei keine detaillierten Analysen durchgeführt wurden, da das Unternehmen aufgrund von finanziellen Engpässen gezwungen war, alle Aktivitäten einzustellen. Eine abschließende wissenschaftliche Bewertung des Wirkstoffkandidaten ist so mangels eingehender Analysen nicht möglich. Die Ursache eines solchen Ergebnisses könnte an der Patientenselektion liegen, mutmaßen Experten und haben durchaus Hoffnung für eine Untergruppe von Patienten. Zugleich untermauert die Studie, dass der Wirkstoff sicher und gut verträglich ist.
Eine weitere klinische Phase-II-Studie, die ebenfalls die Wirksamkeit von BC 007 bei Long-COVID untersucht, fand in den Jahren 2023 und 2024 am Universitätsklinikum Erlangen statt. Das Studienprotokoll dieser Studie wich von jenem der Phase-II-Studie der Berlin Cures GmbH ab. Die Studie ist Teil des Projekts reCOVer der Universitätsaugenklinik Erlangen und schloss 30 Probanden ein, die das Post-COVID-Syndrom zeigten und positive Ergebnisse für funktionelle GPCR-AAbs aufwiesen. Diese wurden in zwei Gruppen aufgeteilt und entweder erst einmalig mit einem Placebo (Tag 0) und dann einmalig mit 1350 mg BC 007 (Tag 42) oder andersherum behandelt (crossover), wobei weder die Patienten noch die Studienärzte wussten, zu welcher Gruppe sie gehörten (doppelblind). BC 007 und Placebo wurden als Infusion verabreicht. Die Ergebnisse wurden Mitte Dezember 2024 erstmals als Preprint publiziert. Im August 2025 erschien der Artikel in der medizinischen Fachzeitschrift The Lancet eClinicalMedicine. Die Autoren kommen dort zum Ergebnis, dass durch BC 007 eine Verbesserung der Lebensqualität (vitality, general health, social role functioning) und Fatigue erreicht wurde, jedoch keine Verbesserung bei der in sechs Minuten zurückgelegten Laufstrecke und der dabei subjektiv empfundenen Anstrengung. Die Zahl der GPCR-Autoantikörper ging stark zurück, die Verträglichkeit des Medikaments war gut. Sie schließen, dass BC 007 für jene Post-Covid-Patientengruppe mit GPCR-Autoantikörpern eine wirksame Therapie sein könnte. Die Autoren spekulieren, dass die Unterschiede zur Herstellerstudie von Berlin Cures möglicherweise in den unterschiedlichen Kriterien zur Auswahl der Studienteilnehmer begründet liegen, es sei jedoch eine genauere Analyse der Daten der Berlin-Cures-Studie erforderlich, die Daten wären aber bisher nicht verfügbar.

## Geschichte

### Aptamerherstellung
Im Jahre 1992 wurde bei Gilead Sciences ein Verfahren zur Herstellung von Aptameren, die spezifisch Serumproteine wie Thrombin und Faktor X, Eikosanoide, Kinine wie Bradykinin und Zelloberflächenliganden binden, zum Patent angemeldet. Die Sekundärstruktur des GS522 genannten 15mer-Thrombininhibitors wurde 1993 veröffentlicht, 1995 wurde zu ersten metabolischen Untersuchungen publiziert. Im Jahr 2000 verkaufte Gilead Sciences ihre gewerblichen Schutzrechte an der Aptamer-Technologie. Alle diagnostischen Rechte gingen dabei an das Unternehmen SomaLogic. Alle therapeutischen Rechte mit Ausnahme derjenigen, die auf den vaskulären endothelialen Wachstumsfaktoren abzielen, erwarb das Unternehmen Archemix im Oktober 2001. In einer Unternehmensmitteilung informierten Archemix und ihr Partner Nuvelo 2005, die Entwicklung des Thrombin-Inhibitors (abgeänderte Bezeichnung nun ARC183) für die Anwendung bei Koronararterien-Bypass(CABG)-Operationen nach Abschluss einer klinischen Phase-I-Studie einzustellen. Das Dosis-Wirkungs-Profil habe sich in dieser Indikation als unzureichend gezeigt.

### Dilatative Kardiomyopathie
Das 2014 gegründete Biotechnologieunternehmen Berlin Cures GmbH entwickelt das Aptamer unter dem Codenamen BC 007 zur Hemmung von Autoantikörpern. In dieser Anwendung soll BC 007 in der Lage sein, pathogene Autoantikörper bei Erkrankungen des Herz-Kreislaufsystems zu neutralisieren. In Bezug auf das Erkrankungsbild der dilatativen Kardiomyopathie befindet sich der Wirkstoff BC 007 in Phase-II der klinischen Prüfung.

### COVID-19
Die Hemmung des Eindringens eines Virus in eine Zelle durch therapeutische Antikörper ist eine vielversprechende Strategie zur Bekämpfung von Viruserkrankungen. Therapeutische Antikörper sind jedoch mit dem Risiko behaftet, die körpereigene Immunabwehr zu aktivieren. Im Jahr 2020 wurden daher frühere Bestrebungen wieder aufgenommen, um therapeutische Antikörper durch Aptamere zu ersetzen. Aptamere sind nicht immunogen, wenn sie nicht modifiziert sind, und können in großem Maßstab in kurzer Zeit hergestellt werden. Eine neue Aptamer-Selektion wurde während der COVID-19-Pandemie als zu zeitaufwendig betrachtet. Bestehende Aptamere, wie BC 007, für die COVID-19-Behandlung umzuwidmen, galt als vielversprechend. Aptamere als Substanzklasse wurden bereits seit den 2010er Jahren, und damit vor der COVID-19-Pandemie, auf ihre Eignung zur antiviralen Therapie untersucht, auch damals bereits mit Hinblick auf Coronaviren. Es wird vermutet, dass BC 007 in der Lage sein wird, an definierten Stellen des SARS-CoV-2-Virus anzudocken und dessen Wachstum in vivo wirksam zu stören. Die abschließende klinische Erprobung am Menschen steht noch aus.

### Long-COVID und ME/CFS
Nach vier Heilversuchen im Sommer 2021 am Universitätsklinikum Erlangen erlangte BC 007 aufgrund der vermuteten Wirksamkeit gegen Long-COVID große Aufmerksamkeit. Betroffene und Angehörige forderten in Petitionen und auf Demonstrationen politische Unterstützung für die Erforschung des Wirkstoffkandidaten. Medien berichteten darüber regelmäßig. Die negative Phase-II-Studie im Zusammenhang mit Long-COVID, die das Biotechnologieunternehmen Berlin Cures GmbH durchführte, bezeichnete Bundesgesundheitsminister Karl Lauterbach als „bittere Nachricht“. Jedoch wurden die Daten der Herstellerstudie bisher nicht veröffentlicht. Beteiligte wiesen zudem auf erhebliche Mängel im Studiendesign der Herstellerstudie hin. Eine Studie des Universitätsklinikums Erlangen mit dem gleichen Wirkstoffkandidaten zeigte hingegen eine positive Wirksamkeit von BC 007 bei einer autoimmunen Subgruppe von Post-COVID-Syndrom-Patienten.
Nach den Long-COVID-Heilversuchen im Sommer 2021 am Universitätsklinikum Erlangen setzten sich ME/CFS-Betroffene und ihre Angehörigen für politische Unterstützung ein und organisierten Demonstrationen sowie Spendenaktionen, um die Forschung zu BC 007 im Zusammenhang mit der Krankheit ME/CFS zu fördern.